# Al-Kasr al-Kabir
Al-Kasr al-Kabir (arab. القصر الكبير = Al-Qaşr al-Kabīr, fr. Ksar-el-Kebir, hiszp. Alcazarquivir, port. Alcácer-Quibir) – miasto w północnym Maroku, nad rzeką Lukus. Ludność: 107,4 tys. mieszkańców (2004). Jego nazwa oznacza „wielki zamek”.

## Historia
W starożytności w miejscu dzisiejszego Al-Kasr al-Kabiru istniała początkowo kartagińska osada, a później rzymskie miasto Oppidum Novum. Na jego gruzach w XI wieku powstała arabska baza wojskowa, którą w kolejnych wiekach rozbudowywały panujące w Maroku dynastie Almohadów i Marynidów.
Z czasem miasto dostało się również pod panowanie Europejczyków – było przedmiotem sporu między Hiszpanami a Portugalczykami z Asili i Al-Araisz. W 1578 roku w pobliżu stoczono krwawą Bitwę Trzech Króli, która wywarła ogromny wpływ na historię Hiszpanii, Portugalii i Maroka.
Od XVIII wieku datuje się upadek Al-Kasr al-Kabiru, od czasu, gdy miasto najechał skłócony z miejscowym wodzem sułtan Mulaj Ismail.
W okresie kolonizacji hiszpańskiej tutejsza twierdza służyła europejskim wojskom za koszary.